# 長崎労働局
長崎労働局（ながさきろうどうきょく）は、長崎県長崎市にある日本の都道府県労働局で、長崎県を管轄している。

## 所在地
- 本局 長崎県長崎市万才町7-1 住友生命長崎ビル

## 組織
局長
- 総務部
  - 総務課、企画室、労働保険徴収室
- 労働基準部
  - 監督課、健康安全課、賃金室、労災補償課
- 職業安定部
  - 職業安定課、職業対策課、求職者支援室、需給調整事業室
- 雇用均等室

## 出先機関
- 労働基準監督署（6署2駐在事務所）
  - 長崎労働基準監督署（長崎市）
    - 五島駐在事務所（五島市）

  - 佐世保労働基準監督署（佐世保市）
  - 江迎労働基準監督署（佐世保市）
  - 島原労働基準監督署（島原市）
  - 諫早労働基準監督署（諫早市）
  - 対馬労働基準監督署（対馬市）
    - 壱岐駐在事務所（壱岐市）

- 公共職業安定所（ハローワーク、8所2出張所）
  - 長崎公共職業安定所（長崎市）
    - 西海出張所（西海市）

  - 佐世保公共職業安定所（佐世保市）
  - 諫早公共職業安定所（諫早市）
  - 大村公共職業安定所（大村市）
  - 島原公共職業安定所（島原市）
  - 江迎公共職業安定所（佐世保市）
  - 五島公共職業安定所（五島市）
  - 対馬公共職業安定所（対馬市）
    - 壱岐出張所（壱岐市）

## 管轄
- 長崎県全域